# Chronicon Lusitanum

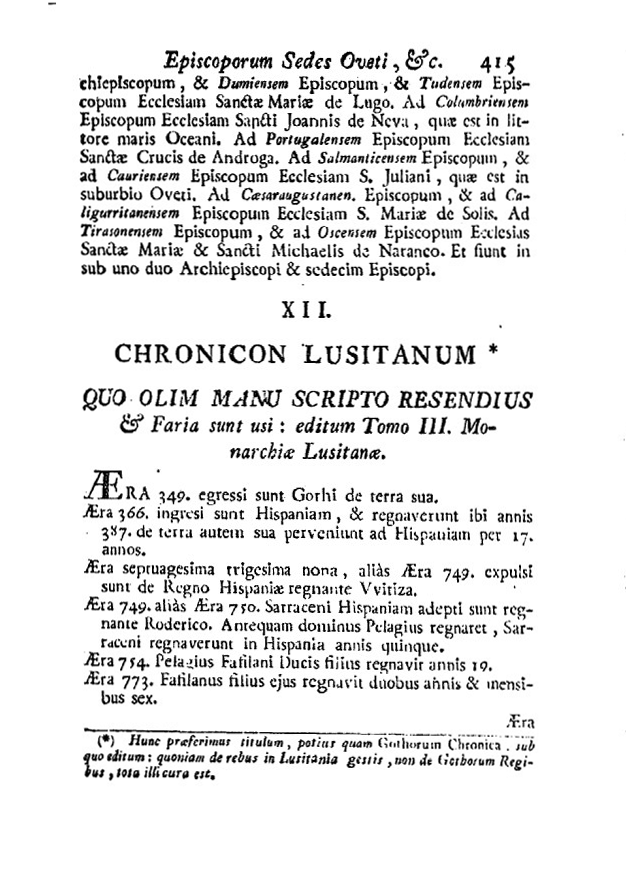
O publicație din 1796 a cronicii

Chronicon Lusitanum sau Lusitano (de asemenea Chronica Lusitana sau Chronica/Chronicon Gothorum) este o cronică a istoriei Portugaliei de la primele migrații ale vizigoților (care datează din 311) până la domnia primului rege al Portugaliei, Afonso Henriques (1139– 85).